# Spanische Mark

Die Grafschaften der Spanischen Mark zu Beginn des 9. Jahrhunderts

Die Spanische Mark (lat. Marca Hispanica), gelegentlich auch Gothien genannt, war die politisch-militärische Grenzregion des Frankenreiches auf der Iberischen Halbinsel.

## Geschichte
Im Jahr 801 gründete Kaiser Karl der Große diese Mark um Barcelona im heutigen Katalonien zur Verteidigung der Grenzen gegen die Mauren in Al-Andalus, dem restlichen Spanien. Sie bildete den Ausgangspunkt für die weitere Reconquista im Osten Spaniens. Die endgültige Rückeroberung ganz Kataloniens bis hin zum Ebro zog sich aber noch bis 1149 hin.
Nach Besetzung der iberischen Halbinsel durch die Araber wurde dieses Gebiet über Militärstützpunkte in Barcelona, Girona und Lleida beherrscht. Dennoch gelang es den Karolingern mit Unterstützung der einheimischen Bevölkerung Ende des 8. Jahrhunderts Girona (785) und Barcelona (801) zu erobern. Diese Region wurde zur Spanischen Mark, bestehend aus den Grafschaften Barcelona, Berga, Besalú, Cerdanya, Conflent, Empúries, Girona, Manresa, Osona, Pallars, Rasès, Ribagorça, Aragón, Roussillon und Urgell. Sie waren alle von den karolingischen Monarchen abhängig. Die größte Rolle spielte in der Folgezeit die Grafschaft Barcelona.
Die Herrschaft in den Grafschaften übten zunächst örtliche oder westgotische Adlige aus. Diese strebten jedoch eine stärkere Unabhängigkeit an und die Karolinger sahen sich gezwungen, sie durch Grafen fränkischer Herkunft zu ersetzen. Dennoch nahm in der Folge die Abhängigkeit der Grafschaften vom Fränkischen Reich ab. Mit Anerkennung der Erblichkeit des Adelstitels war die Unabhängigkeit schließlich erreicht.
Dieses Streben nach Unabhängigkeit ging einher mit einem Zusammenschluss zu größeren politischen Einheiten. Graf Wilfried dem Haarigen († 897) gelang es, eine Reihe von Territorien unter seiner Herrschaft zu vereinen, die er von Barcelona aus verwaltete. Er begründete damit die Dynastie der Grafen von Barcelona. Nach seinem Tod zerbrach zwar die Einheit, der aus den Grafschaften Barcelona, Girona und Vic bestehende Kern blieb jedoch ungeteilt. Daraus bildete sich das spätere Katalonien.